# Tamia à cou gris
Neotamias cinereicollis
Espèce
Statut de conservation UICN

 LC  : Préoccupation mineure
Le Tamia à cou gris (Neotamias cinereicollis)est une espèce de rongeur faisant partie de la famille des scuridés. Il s’agit d’une espèce de Tamia du genre Neotamias, originaire d'Amérique du Nord. On le rencontre aux États-Unis dans l’Arizona et le Nouveau Mexique.

## Description
Le tamia à cou gris mesure entre 20,8 cm et 24,2 cm, pour un poids de 55 à 70 g, les femelles étant plus grosses que les mâles.
Les tamias à cou gris sont reconnaissables par leurs cinq rayures noires sur leur dos. De plus, trois rayures s'étendent de chaque côté de la tête. Le pelage de ces animaux est constitué de nuances de gris, avec, sur les flancs, des poils de couleur cuivre. Ces tamias possèdent une longue queue, comprenant entre 9  et   10,9 cm, de leur longueur totale.

## Habitat et répartition

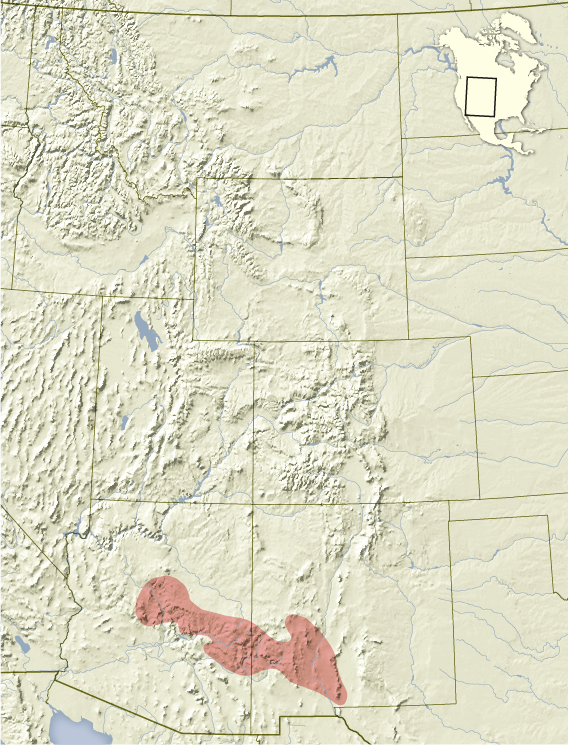
Distribution du tamia à cou gris

Cette espèce vit dans les montagnes de l'Arizona et du Nouveau Mexique, aux États-Unis. Ils vivent à environ 1 950  et   3 440 mètres d'altitude, dans des forêts de conifères. Ils peuvent aussi vivre près des habitations.
Préférant vivre au sol, ils montent aussi aux arbres, à la recherche de graines, et sur le toit des habitations.

## Comportement

### Mode de vie
Tamias cinereicollis est actif le matin et le soir. Ce sont des animaux solitaires, défendant leur territoire (environ 15 m) sauf durant la période de reproduction.
Lorsque la température baisse, ils entrent en hibernation jusqu'à la fin de l'hiver. Les mâles sont les premiers à sortir de l'hibernation. Les femelles en sortent quelques semaines plus tard, alors que les mâles cherchent une partenaire.
Les tamias vivent dans de longs et tortueux tunnels, composés de chambres, garde-mangers et de nombreuses autres pièces.

### Reproduction
La période de reproduction s'étend durant tout le printemps et le début de l'été. Après 30 jours de gestation, la femelle met bas à 4-6 petits nus et aveugles. Âgés de 36 à 40 jours, les petits peuvent manger de la nourriture solide. Le père ne joue aucun rôle dans l’élevage de sa progéniture.
Ils atteignent leur maturité au bout d'un an.

### Alimentation
Ces petits écureuils passent la majorité de leur temps à chercher de la nourriture. Ils se nourrissent surtout de graines,de baies et peuvent manger des racines, des insectes ou des vers de terre.

## Interaction écologique

### Prédateur
Le tamia à cou gris à de nombreux prédateurs. Ces derniers diffèrent peu de ceux des autres espèces. L’on retrouve des reptiles comme des serpents, de nombreux rapaces, (faucons, et hiboux), ainsi que de nombreux mésocarnivores : canidés (comme les deux espèces de renards indigènes rousses et grises, ainsi que le coyote), des mustélidés, et des félidés comme le lynx roux.

### Rôle écologique
Comme de nombreux rongeurs, les tamias jouent un rôle important dans la dispersion des graines, en particulier de diverses essences de conifères. Ils ont aussi une importance dans la chaîne alimentaire comme nourriture de base pour les espèces carnivores.
Ils peuvent causer de sérieux dégâts dans les plantations et jardins en mangeant les graines et les fruits. De plus, ils peuvent être porteurs de maladies et mordre les humains.
Ce n'est pas une espèce menacée, et même si abondante qu'il est nécessaire de réguler leur population.